# Madeleine Vincent
Pour les articles homonymes, voir Vincent.
Madeleine Vincent, née le 4 mai 1920 à Asnières, Hauts-de-Seine, morte le 22 novembre 2005 à Issy-les-Moulineaux, est une résistante, adhérente du Parti communiste français dès 1937, membre du comité central de 1954 à 1996 et du bureau politique de 1970 à 1990.

## Biographie

### Jeunesse
Fille d'Abel Vincent et d'Eugénie Lequin, famille modeste et ouvrière, Madeleine Vincent est élevée par ses grands-parents maternels, ouvriers agricoles dans l'Aisne, jusqu'à l'âge de 10 ans, lorsque ses parents peuvent enfin se loger assez décemment pour l'accueillir. Elle poursuit alors ses études jusqu'au brevet élémentaire, puis après une formation de mécanographe, travaille comme employée de bureau.

### Engagement politique
Elle s'engage rapidement dans l'action politique, adhérant à 15 ans aux jeunesses communistes, et à 18 au PCF.
Dès juillet 1940, elle entre dans la Résistance et est chargée de l'organisation de l'action en zone interdite, notamment dans le Nord, en liaison avec Germinal Martel, et le Pas-de-Calais, avec Julien Hapiot, sous le nom de « Claire de Lune », « Paulette », « Josette », ou « Simone Lambert », ou encore « La Parisienne » lorsqu'elle fut missionnée auprès de Martha Desrumaux.
Dénoncée, elle est arrêtée en gare de Douai le 9 janvier 1942. Emprisonnée à Loos, où elle reste menottée en permanence pendant deux mois, elle est ensuite transférée en tant que « Nacht und Nebel » à Essen, puis à Kreuzbourg, Ravensbrück et Mauthausen. Dans les camps, elle continue à organiser la résistance au nazisme, agissant autant que possible pour la dignité des femmes.
Elle est libérée en avril 1945 et devient secrétaire de l'Union de la jeunesse républicaine de France, puis secrétaire nationale de l'Union des jeunes filles de France.
Elle est ensuite permanente à l'Union des femmes françaises jusqu'en 1951.
Membre de la direction fédérale de la Seine du PCF, puis première secrétaire fédérale en 1953, elle est cette même année élue conseillère municipale d'Issy-les-Moulineaux.
Entrée au comité central du PCF en 1954, elle devient en 1956 responsable du travail politique parmi les femmes sous la direction de Marcel Servin, puis de Jeannette Vermeersch de 1962 à 1968.
Membre du bureau politique du PCF en 1970, avec la responsabilité pleine et entière du secteur « femmes », elle participe à la mutation des positions du parti sur les questions féministes, et notamment son ralliement à la légalisation de l'IVG.
En 1979, elle soutient la promotion de Gisèle Moreau pour la remplacer à la tête de son secteur, tout en restant jusqu'en 1990 membre du bureau politique.
Elle est ensuite chargée pendant trois ans de suivre pour la direction nationale les comités régionaux du parti. Après 1996, elle se consacre, sur demande de Marie-George Buffet, à la valorisation des archives du PCF.

### Vie privée
Elle épouse Guy Ducoloné en 1946 ; ils auront un fils, Daniel.

## Publications
- Femmes : quelle libération ?, Paris, Éditions sociales, 1976, 166 p. (ISBN 2-209-05190-8)

## Distinctions
- Officier de la Légion d'honneur[3]
- Croix de guerre 1939–1945[3]